# ブダペスト地下鉄3号線
ブダペスト地下鉄3号線 （ブダペストちかてつ3ごうせん、洪:3-as metró）とは、ブダペスト地下鉄の鉄道路線である。一日の利用客数は626,179人。

## 歴史
3号線の建設計画は1963年に発足し、建設は1970年から始まった。そして、1976年から先行開業され、最終的には1990年に全長16.5km、20駅に及ぶ南北縦貫の路線になり現在に至っている。
- 1976年12月31日: デアーク・フェレンツ広場駅 - ナジヴァーラド広場駅間 (4.1km) 開業。
- 1980年3月29日: ナジヴァーラド広場駅 - ケーバーニャ・キシュペシュト駅間 (4.9km) 開業。
- 1981年12月30日: デアーク・フェレンツ広場駅 - レヘル広場駅間 (2.4km) 開業。
- 1984年11月5日: レヘル広場駅 - アールパード橋駅間 (1.7km) 開業。
- 1990年12月14日: アールパード橋駅 - ウーイペシュト・クズポント駅間 (3.4km) 開業。

## 駅一覧
| 日本語駅名                         | 現地語駅名               | 乗換路線                                         |
| ---------------------------------- | ------------------------ | ------------------------------------------------ |
| ウーイペシュト・クズポント駅       | Újpest-központ           |                                                  |
| ウーイペシュト・ヴァーロシュカプ駅 | Újpest-városkapu         | ハンガリー国鉄ウーイペシュト・ヴァーロシュカプ駅 |
| ジョンジョシ通り駅                 | Gyöngyösi utca           |                                                  |
| フォルガーチ通り駅                 | Forgách utca             |                                                  |
| アルパド ゴンズ 市内中心部         | Göncz Árpád városközpont |                                                  |
| ドージャ・ジェルジ通り駅           | Dózsa György út          |                                                  |
| レヘル広場駅                       | Lehel tér                |                                                  |
| 西駅                               | Nyugati pályaudvar       | ハンガリー国鉄ブダペスト西駅                     |
| アラニ・ヤーノシュ通り駅           | Arany János utca         |                                                  |
| デアーク・フェレンツ広場駅         | Deák Ferenc tér          | M1、M2                                           |
| フェレンツィエク広場駅             | Ferenciek tere           |                                                  |
| カールヴィン広場駅                 | Kálvin tér               | M4                                               |
| コルヴィン街区駅                   | Corvin-negyed            |                                                  |
| ゼンメルワイス クリニック駅        | Semmelweis Klinikák      |                                                  |
| ナジヴァーラド広場駅               | Nagyvárad tér            |                                                  |
| ネープリゲト駅                     | Népliget                 |                                                  |
| エチェリ通り駅                     | Ecseri út                |                                                  |
| ポチョス通り駅                     | Pöttyös utca             |                                                  |
| ハタール通り駅                     | Határ út                 |                                                  |
| ケーバーニャ・キシュペシュト駅     | Kőbánya-Kispest          | ハンガリー国鉄ケーバーニャ・キシュペシュト駅     |

## 画像

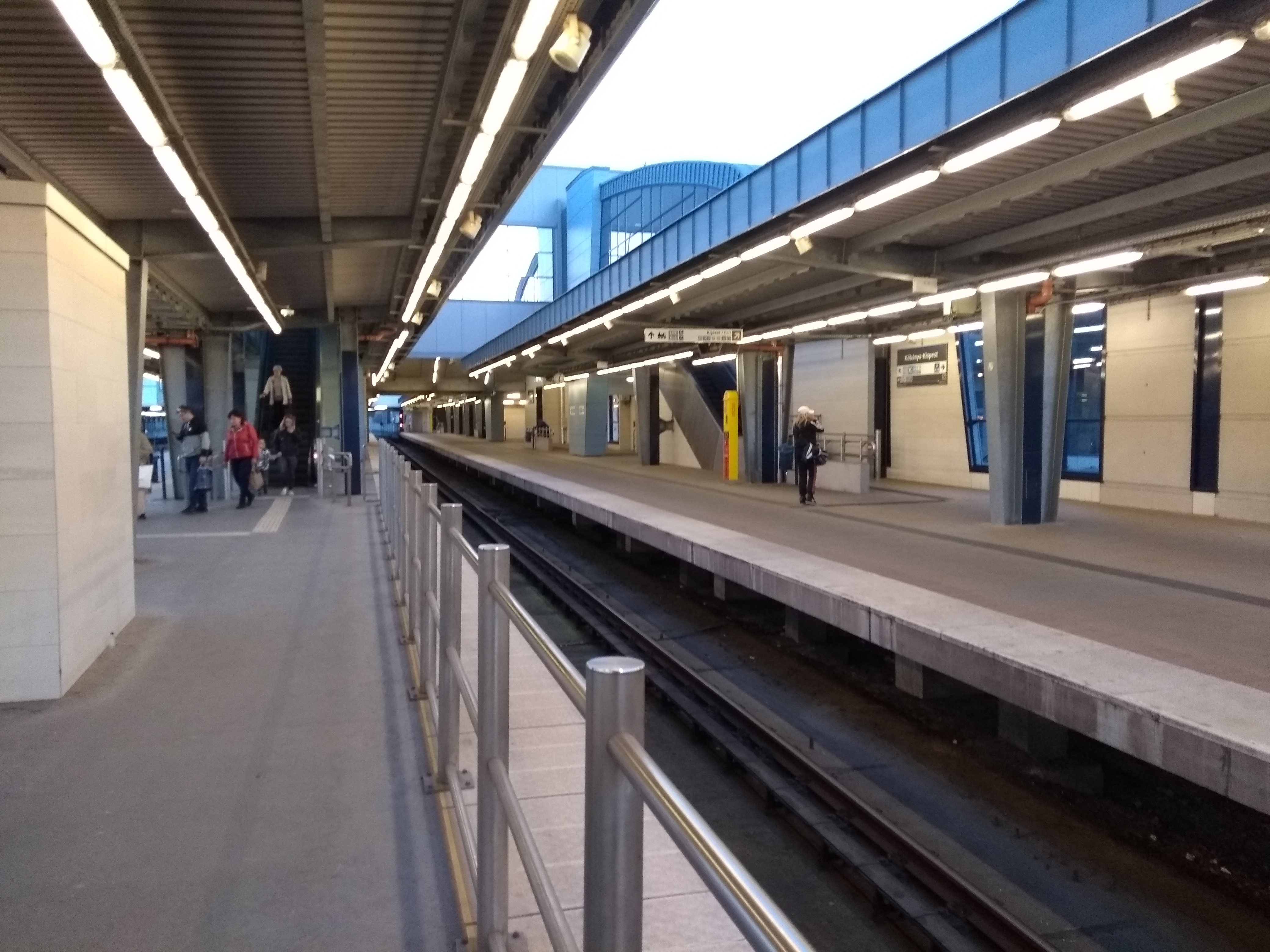
ケーバーニャ・キシュペシュト駅
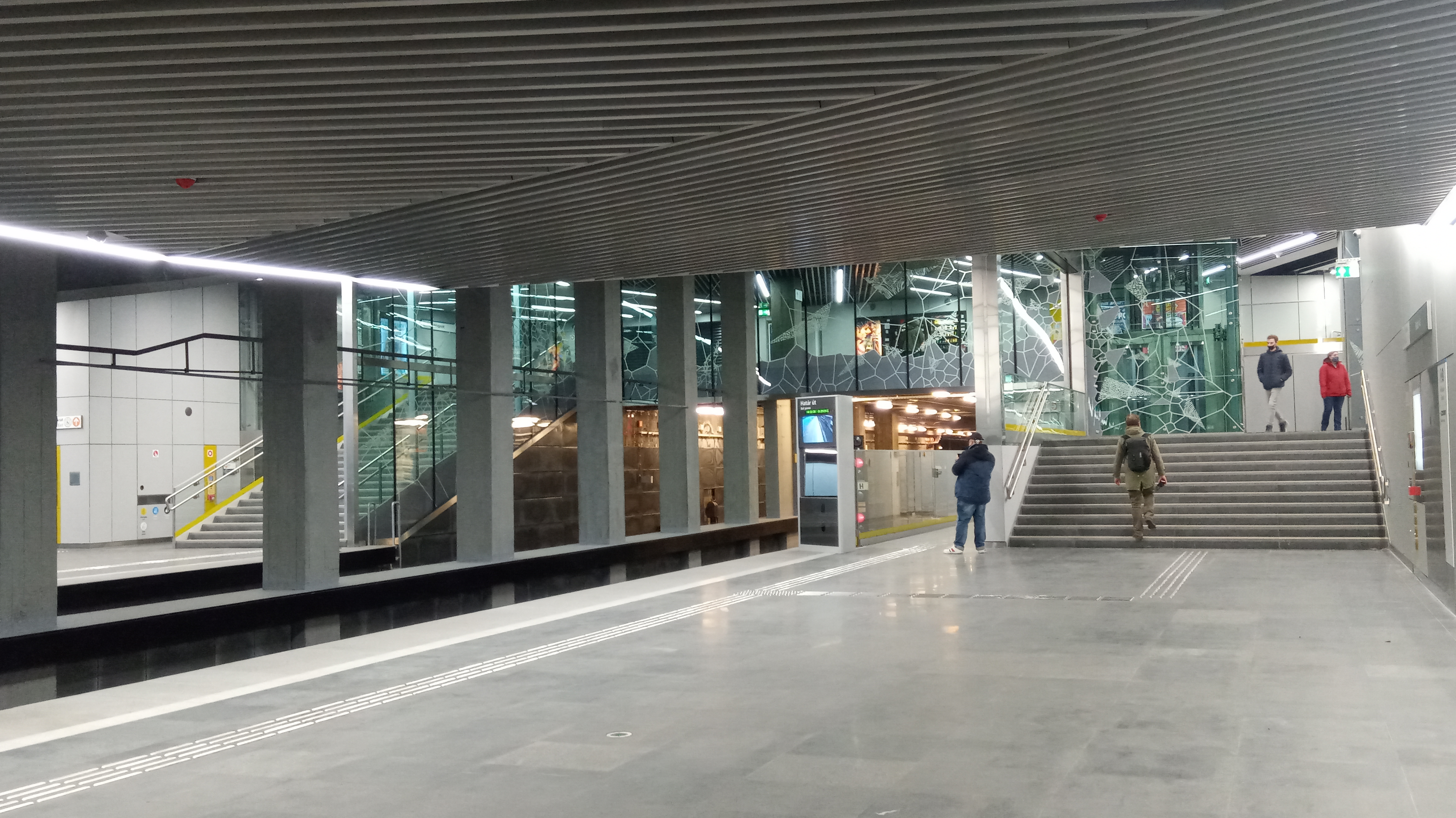
ハタール通り駅
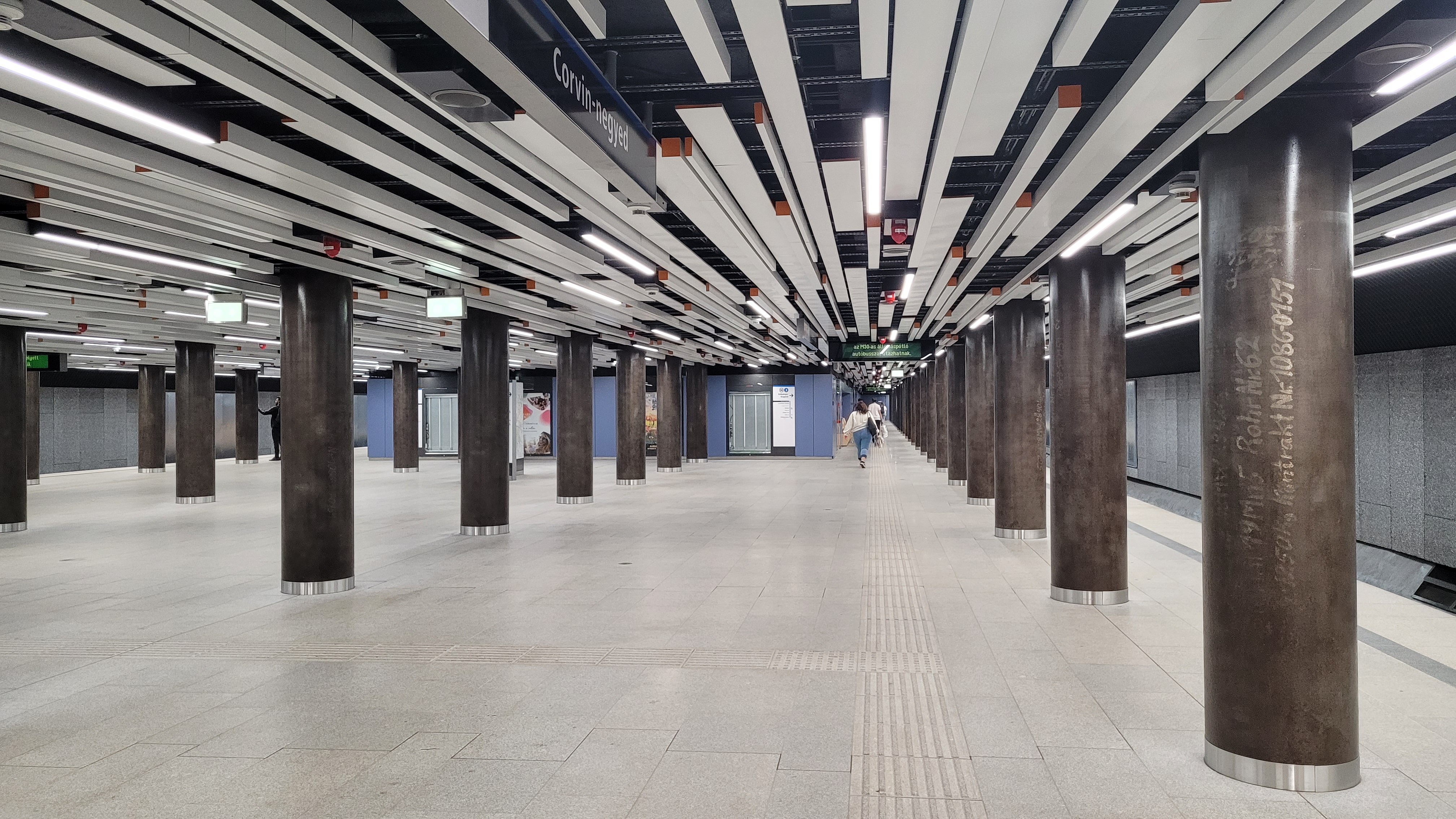
コルヴィン街区駅